# Bertiera laxissima
Espèce
Synonymes
- Bertiera laxissima (préféré par NCBI)[2]
- Bertiera laxissima[2]

Bertiera laxissima est une espèce de plantes de la famille des Rubiaceae et du genre Bertiera, endémique du Cameroun.

## Description
C'est un arbrisseau pouvant atteindre 3 m de hauteur.

## Distribution
Les premiers spécimens ont été collectés au Cameroun, le 19 juin 1897, en fleurs, par Georg August Zenker. 
L'espèce est endémique du Cameroun mais commune, et y a été observée sur de multiples sites dans quatre régions : Sud-Ouest (Kodmin, Etinde, monts Bakossi), Littoral, Centre, Sud (Sangmelima, Bipindi, parc national de Campo-Ma'an).